# Theodor Gottlieb von Hippel
Theodor Gottlieb von Hippel (Gerdauen - hoje: Železnodorožny, perto de Kaliningrado, 31 de janeiro de 1741 - Kaliningrado, 23 de abril de 1796), foi escritor de sátiras e político alemão. Burgomestre de Königsberg (actual Kaliningrado) escreveu em 1792 "Uber die bürgerliche Verbesserung der Weiber" (Sobre a melhoria da situação cívica das mulheres)